# Suita
Suita (japanisch 吹田市, -shi) ist eine Stadt im Norden der japanischen Präfektur Ōsaka.

## Geschichte
Suita erhielt am 1. April 1940 Stadtrecht. Die Stadt hat sich zum Wohnungsvorort von Osaka entwickelt.

## Bildung und Kultur
Die Stadt verfügt über drei Universitäten:
- Kansai-Universität
- Universität Osaka
- Gakuin-Universität Osaka

In Suita sind folgende Museen angesiedelt:
- Nationalmuseum für Ethnologie (国立民族学博物館, Kokuritsu minzokugaku hakubutsukan, engl. National Museum of Ethnology)[1]
- Institut für internationale Jugendliteratur, Präfektur Osaka (大阪府立　国際児童文学館, Ōsaka-furitsu kokusai jidōbungakukan, engl. International Institute for Children’s Literature, Osaka)[2]
- Japanisches Volkskunst-Museum, Osaka (大阪日本民芸館, Ōsaka Nihon mingeikan, engl. The Japan folk crafts museum Osaka)[3]
- Kansai-Universitätsmuseum
- Stadtmuseum

Mit dem 2007 geschlossenen Expoland besaß die Stadt einen der wichtigsten Freizeitparks Japans.

## Sport
Suita ist die Heimat des Fußballclubs Gamba Osaka.

## Verkehr
- Zug:
  - JR Tōkaidō-Hauptlinie
  - Hankyū-Senri-Linie

- Straße:
  - Chūgoku-Autobahn
  - Meishin-Autobahn
  - Nationalstraße 423,476

## Söhne und Töchter der Stadt
- Fumiko Yonezawa (1938–2019), Physikerin und Hochschullehrerin
- Taku Nakanishi (* 1972), Freestyle-Skier
- UA (* 1972), Sängerin und Schauspielerin
- Yūtarō Masuda (* 1985), Fußballspieler
- Tsuyoshi Kodama (* 1987), Fußballspieler
- Yūki Nofuji (* 1987), Snowboarder
- Kōdai Yasuda (* 1989), Fußballspieler
- Kiyou Shimizu (* 1993), Karateka

## Angrenzende Städte und Gemeinden

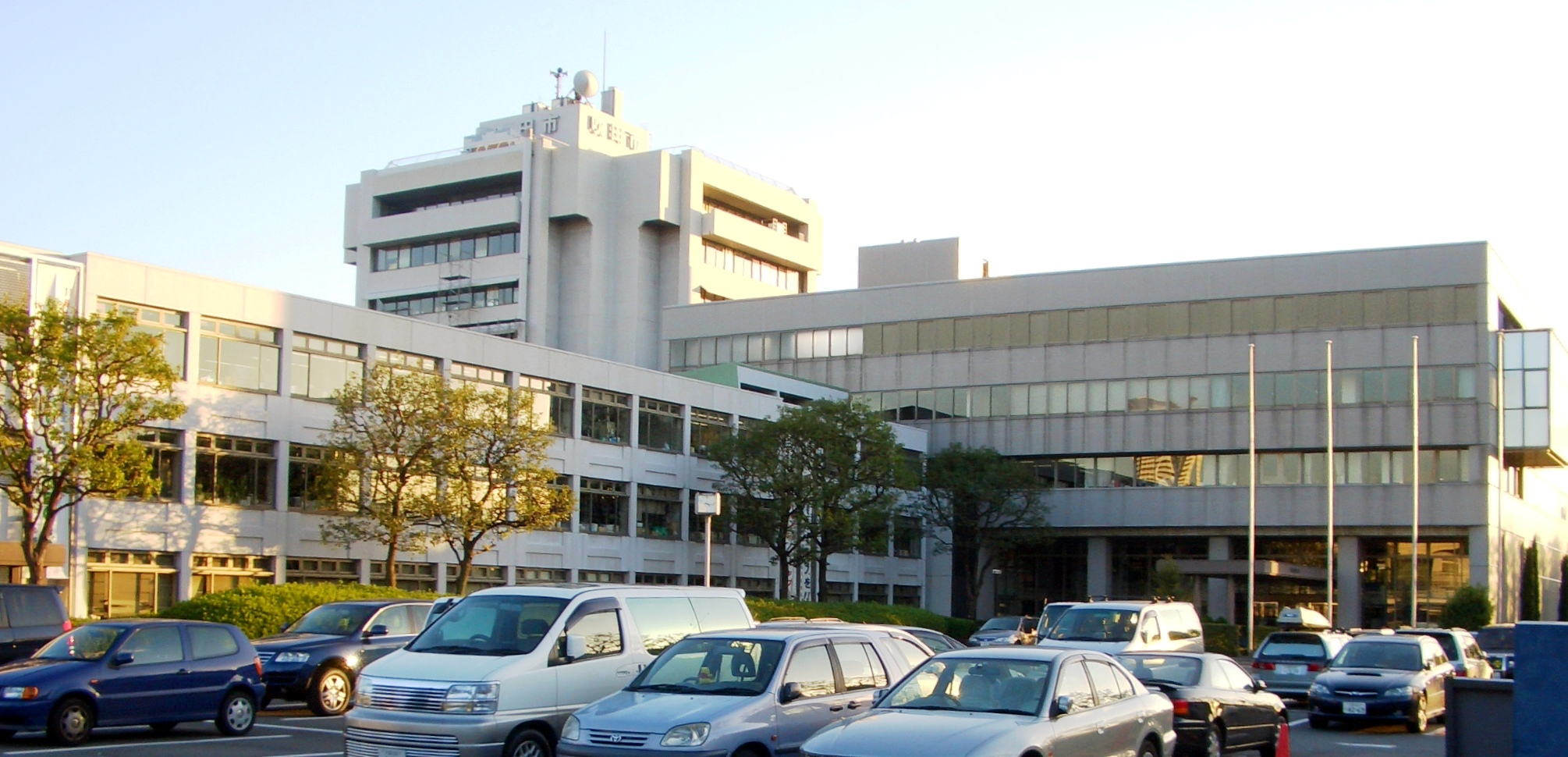
Rathaus von Suita

- Ōsaka
- Toyonaka
- Ibaraki
- Minō
- Settsu